# Automotore FS 215
Gli automotori del gruppo 215 sono mezzi di trazione da manovra, a scartamento normale, delle Ferrovie dello Stato Italiane; inizialmente classificati come gruppo 150, si sono diffusi sugli impianti ferroviari di tutta la rete italiana. 

## Storia
Gli automotori, costruiti nel 1954 in numero di 2 unità dalla Antonio Badoni Lecco, corrispondevano al tipo VII BXD ABL. 
Erano stati progettati con lo scopo di sostituite in alcuni servizi, di manovra e di brevi tradotte in linea, le locomotive a vapore ormai obsolete e spesso in cattivo stato. 
Ebbero la classificazione di gruppo 150 e vennero immatricolati con i numeri progressivi 001 e 002. 
Nel 1956, in seguito al buon risultato, le FS ne acquisirono ulteriori 13 unità cambiandone la classificazione in gruppo 215. 
Gli automotori vennero assegnati a vari impianti della rete italiana dove svolsero servizio fino agli anni ottanta, progressivamente rimpiazzati dai 214.4000. 
Due esemplari la 215.001 e la 215.013 sopravvissero fino al 1993. Il 215.006 è oggi conservato al Museo nazionale ferroviario di Pietrarsa.

## Caratteristiche
Il progetto adottava un motore diesel tipo BXD 54 raffreddato ad acqua prodotto dagli stabilimenti OM in grado di fornire 110 kW di potenza a 1800 giri al minuto.
La trasmissione del moto venne affidata a un cambio idrostatico Hydro Titan-Von Roll con il tradizionale sistema di accoppiamento dei due assi motori a biella con terzo asse cieco posteriore contrappesato. 
La locomotiva raggiungeva la velocità di 50 km/h ed era in grado di effettuare anche tradotte in linea in quanto dotata di impianto frenante ad aria compressa con freno Westinghouse.